# エコー (マーベル・コミック)
エコー（Echo）、またはマヤ・ロペス（Maya Lopez）はマーベル・コミックが出版するコミック作品に登場するキャラクターである。デヴィッド・W・マックとジョー・カザーダによって創造され、1999年12月の『デアデビル』第9号に初登場した。
彼女はシャイアン族であるネイティブ・アメリカンにして、コミック作品のキャラクターの中でも数少ない聴覚障害者であり、また、“ローニン”のコードネームを採用し、“フェニックス・フォース”の依り代でもあった。そしてスーパーヴィランであるウィルソン・フィスク/キングピンの養女にして、マット・マードック/デアデビルのパートナーでもあり、“アベンジャーズ”と“ニューアベンジャーズ”のメンバーにもなった。

## 創造

### コンセプト
デビッド・W・マックは、デアデビルと同調するためにマヤ・ロペスを創造し、「デアデビルは彼の世界の多くを視覚ではなく音から解読する。一方エコーは、聴覚を持たないため鋭いパターン認識によって自身の世界の視覚的な手がかりを解読することを学んだ」と解説した。マックは、子どもの頃にネイティブの物語を語ってくれたチェロキーの叔父の影響で、エコーのキャラクターを成立させた。ロペスは、他の人とコミュニケーションをとるためにアメリカ手話を用いている。
ロペスにローニンのアイデンティティを持たせたのはブライアン・マイケル・ベンディスによる試みだった。ファンからは、ローニンがデアデビルでもあるマット・マードックだと一般的に推測され、ベンディスは、当初これを否定したにもかかわらず、最終的にその推測が元の意図であると明らかにした。ロペスをローニンとして描くという決定は、当初マックによって支持された。

### 出版履歴
マックとジョー・カザーダによって創造されたマヤ・ロペスは、1999年12月の『デアデビル』第9号でエコーとしてデビューした。後にロペスは2005年11月に、ベンディスとアーティストのデビッド・フィンチによって作成された『ニューアベンジャーズ』第11号でローニンとして登場した。そのほかにも彼女は2021年に最初のソロのコミック・ブックである『Phoenix Song: Echo』や、2022年の『Marvel's Voices Infinity Comic』シリーズ、2023年の『Daredevil & Echo』シリーズに登場した。

## キャラクター経歴
生まれつき聴覚に障害を持っていたマヤ・ロペスは、幼少期に父親のウィリー・"クレイジー・ホース"・リンカーンをウィルソン・フィスク/キングピンに殺された。だがクレイジー・ホースは死に際に、娘の面倒を見てほしいと言い残し、これを尊重したフィスクにロペスは養女として引き取られた。当初は精神障害者であると思われていたことから学習障害を持つ子どもたちのための特別支援学校に入学させられたロペスだったが、そこで、彼女はピアノで曲を完全に再現することに成功し、神童と思われたために別の学校に送られた。

### エコー
ロペスは、フィスクから父親を殺したのはデアデビルだと嘘を吹き込まれ、フィスクの指示を受け、マードックの弱点を突き止める目的でに彼の元へ送られた。マードック＝デアデビルとまだ気づいていなかったこともあって、彼とすぐに恋に落ちたロペスは後に、デアデビルを追い詰めるために武術の訓練を受け、デアデビルとブルズアイの戦いのビデオを視聴すると、いくつかの試みの後、デアデビルが暗闇を簡単に移動できることに気づいて彼の弱点を簡単に理解し見抜いた。自らの顔にかつて瀕死の父親が残した血まみれの手形に似た白い手形を描いて“エコー”と名乗ったロペスは、デアデビルを簡単に倒して追い詰めたが、彼の正体がマードックであることを知り、とどめを指すことを拒否した。マードックからフィスクの嘘を知らされたロペスは復讐としてフィスクの顔を撃って相手を盲目にし、犯罪王の座から失脚させた。
フィスクの嘘を知った後、ロペスは一度アメリカから逃げ、戻ってくるとマードックと再会しようとしたが、彼が今盲目の女性と一緒にいて、フィスクがまだ生きていることを知ると、刑務所を訪問。収監されていたフィスクから自身を撃ったことを恨んでおらず、まだ娘の同然に愛していると伝えられるが、満足できなかったロペスは、父親の古い友人と出会い、自分の人生と向き合う方法としてビジョンクエストを行うようアドバイスされた。ロペスは連日の断食と瞑想に励み、そして友人となったウルヴァリンから日本の文化と日本の組織犯罪の知識を伝授されたことで過去の過ちを払拭した。

### ローニンとアベンジャーズ
一時はニューアベンジャーズに協力したロペスは、暗殺者として活動してきた前歴から一緒に働くヒーローたちの評判を汚すと感じて脱退。それから自分の素性を隠すスーツと覆面を着込んで自警団のローニンとなり、マードックによってスティーブ・ロジャース/キャプテン・アメリカに推薦された。アベンジャーズ支援に参加すると、日本でエレクトラ・ナチオス率いる“ザ・ハンド”と原田剣一郎/シルバー・サムライらヤシダ家の抗争の解決に向けて情報収集にあたったほか、シビル・ウォーの際にエレクトラと戦って一度生命を落としたが、ザ・ハンドにより同組織の暗殺者に洗脳する目的で捕らえられ、復活・洗脳させられた。ルーク・ケージ、ピーター・パーカー/スパイダーマン、ウルヴァリン、スティーヴン・ストレンジ/ドクター・ストレンジ、ジェシカ・ドリュー/スパイダーウーマン、ダニー・ランド/アイアン・フィストの助力を得てザ・ハンドから脱出し、ニューアベンジャーズの一員として戦い続けるロペスは、ストレンジとウォンの助けを借りて洗脳から解放されると、エレクトラを返り討ちにしたが彼女が“スクラル”の戦士の擬態であったことが判明した。やがてロペスは、ローニンのアイデンティティをクリント・バートンへ正式に託した。

### 『ワールド・ウォー・ハルク』
エコーは、ストレンジを捕獲を狙って攻撃を仕掛けてきた“ウォーバウンド”のヒロイムとエロエ・カイフィからリック・ジョーンズを守ろうとしたが、ランドやバートンと共に敗北し、捕らえられた。

### 『Avengers/Invaders』
『Avengers/Invaders』 において、“コズミック・キューブ”を入手したディスパイヤーの感情操作は、難聴を抱えるロペスには通用しないことから、彼女がディスパイヤーを倒すのに不可欠な存在であることが証明された。

### 『Secret Invasion: The Infiltration』
パーカー・ロビンス/フッドの犯罪組織の敗北後、ストレンジが自分自身の療養のためにアストラルプレーンに出発すると、ロペスはチームに残り、サミュエル・スターンズに年間契約で貸し出された技術で、ランドの会社が所有する建物に基地を構えた。マードックに変装したスクラルとの短い争いの後、バートンから惹かれていることを打ち明けられたロペスは、彼と一夜を共に過ごした。

### 『シークレット・インベージョン』
スクラルの宇宙船が墜落したサベージランドに向かったロペスは、宇宙船から現れたレトロなコスチューム姿のスーパーヒーロー数名と遭遇。ロペスは“マイティ・アベンジャーズ”の加勢を受けたニューアベンジャーズの一員として戦いを挑んだ。その後、彼女はドリューに擬態していたヴェランケ/スクラル・クイーンに遭遇し、彼女の攻撃を受けて無力化されたが、それでもロペスは、アベンジャーズをはじめとする様々なヒーローと共に、スクラルの擬態や“スーパー・スクラル”の軍隊と対決した。その後ロペス、ランドによってバッキー・バーンズ/キャプテン・アメリカのアパートに招待されたが、現れなかった。

### 『ヒロイック・エイジ』
『ヒロイック・エイジ』におけるニューアベンジャーズの改革に続いて、自分たちの子どもの乳母を探していたケージとジェシカ・ジョーンズから、その役割を頼まれたロペスだったが拒否した。

### 『ムーンナイト』
『ムーンナイト』vol. 6において、L.A.のストリップクラブに潜入して働いていたロペスはムーンナイトから西海岸のキングピンに対して力を合わせることを提案され、夕食に招待された。一度はキスしようとしたムーンナイトの顔を殴ったにもかかわらず、2人がナイトシフトに襲われると共闘して相手を返り討ちにした。その際にロペスとムーンナイトは両想いになりかけているように描写された。しかしロペスは、新しい西海岸のキングピンになろうとしているルキノ・ネファリア伯爵に殺されてしまった。

### 復活
数年後に復活したロペスは、マードックとの最初の連携でソニックウイルスを作成したユリシーズ・クロウを倒し、ニューヨークを救った。

### 『Enter the Phoenix』
『Enter the Phoenix』においてロペスは、フェニックス・フォースの次の依り代を選定するためのトーナメントに多くのヒーローやヴィランと参加し、水中マッチでネイモア・ザ・サブマリナーと対戦したが、戦況の不利が大きかったことから完全に敗北し、 トーナメントから脱落した。しかし、絶望と死の拒否によって引き寄せたフェニックスの新しい依り代となったロペスは、残りのトーナメント参加者からフェニックスの力を奪い、以前の敗北の見返りとしてネイモアを残酷に打倒した後、ロペスは自分自身を新たなサンダーバードと宣言した。フェニックスの以前の依り代であるジーン・グレイからテレパシーで祝福され、その力を制御するためのアドバイスも受けた。

## 能力・弱点

### 能力
マヤ・ロペスはオリンピックレベルのアスリートであり、“写真反射神経”により他の人の動きを観て完璧にコピーして自らのものとする能力を持っている。そのためロペスは、コンサートレベルのピアノ演奏、高度に熟練したアクロバット、バレエの才、数分間の“クインジェット”操縦など多数の技能を再現し、フィスクによる訓練を受けたことで、強力な武道家としてさまざまな格闘技や遠近双方の武器の行使にも長けるようになった。
さらに、ロペスはフェニックス・フォースの依り代でもある。

### 弱点
視覚的な手がかりに依存するためロペスは暗闇に覆われた空間での活動に弱く、当初は読唇術によってコミュニケーションをとることから口部を覆うマスクを着用している者や、直接視覚的に接触していない人々とコミュニケーションをとることもできなかった。後に彼女が最初にアベンジャーズに会って以降は、マスクが十分に薄いマスクを着用した話し相手ならばある程度の距離から、または目の隅で唇を読むことができ、確かな会話を行えるようになった。

## その他のバージョン

### 『Daredevil: End of Days』
ミニシリーズ『Daredevil: End of Days』には、年配のマヤ・ロペスが登場。アベンジャーズから引退して大学教授として働いており、マット・マードックの死についてのベン・ユーリックからインタビューを受けた。

### 『Heroes Reborn』
2021年のミニシリーズ『Heroes Reborn』におけるロペスは、フェニックス・フォースによってパワーを与えられ、ブレイドとキャプテン・アメリカによって“レイブンクロフト”へ投獄された。後にロペスは“スコードロン・スプリーム・オブ・アメリカ”と対決する前のアベンジャーズを助けるためにソーに救援を依頼した。最終的にスコードロン・スプリーム・オブ・アメリカを倒した後、ロペスとスター・ブランドは“パンデモニウム・キューブ”の力を使って、以前の現実を元に戻した。

### 『アルティメット・マーベル』
『アルティメット・マーベル』におけるロペス/エコーは『アルティメット・スパイダーマン』第122号にカメオ登場。警察署に現れて「WHO CAN YOU TRUST?!」と叫んだ。

## MCU版
『マーベル・シネマティック・ユニバース』（MCU）では、アラクア・コックスが演じる。

### キャラクター像
アメリカ・オクラホマ州タマハ出身で、チョクトー族にルーツを持つ聴覚障害者の女性。 2007年に自動車を運転していた母タロア・ロペスと共に交通事故に遭遇して右足を負傷し、母を失うと、それ以降右足は義足となった。後に父ウィリアム・ロペスと2人でニューヨークに引っ越し、「2つの世界を行き来できる」ようになってほしいという彼の願いと方針から特別支援学校ではなく普通学校に通うが、言葉の壁を容易には超えられず、他の生徒たちや教師とまともにコミュニケーション出来ず終いで、自身と同等の障害を抱える人たちと交流する機会もなく、少女期は殆ど周囲に馴染めない日々を送っていた。一方で、私生活ではブルックリンの空手道場に入門し、そこで同年代のカジミエシュ・"カジ"・カジミエルチャクと一緒に稽古に励むうちに兄妹同然の信頼関係を結び、加えて父が仕えているウィルソン・フィスク/キングピンとも親しい仲になると、その後もさまざまな武術の習得に打ち込んでいったことから、2つのハンディキャップを苦にしないほど硬い面持ちで強情な姿勢をとることが多い猛女に育った。
やがてウィリアムがリーダーを務める“トラックスーツ・マフィア”にも加わるが、“ザ・ブリップ”の頃にウィリアムがローニンの手にかかったことでその最期を看取り、フィスクに引き取られて彼の養女になって、マフィアの新たなリーダーに就いた。

### 能力
英語を理解し、他者とのコミュニケーションとして読唇術と手話を用いる言語力を有している。加えて父からの「目に見えるものをよく観察するように」・「体格よりスピードで勝負」という教えに従い、幼少期から目にした他者の動きを模倣して自らのものにできるほどの卓越した観察眼を養い、ブルックリン空手道場に通ったことで空手を習い始めて間も無く組手で自分よりも大きな体格の少年をあしらえるほど腕を磨き、その後もカポエイラ、ボクシング、ムエタイ、柔道、テコンドーなど多数の武道の訓練に明け暮れたため、鋭い足技や俊敏でアクロバティックな体術を得意とするようになり、マフィアとして初めて活動した際には、常人の敵対者を単身で仕留め、1対1の対決で自警団としての経験が豊富なマット・マードック/デアデビルを相手にしても若干押されていたとは言え、ある程度渡り合ったほどの戦果を挙げ、2024年のクリスマスシーズンにはクリント・バートン/ホークアイ（初代）とケイト・ビショップのペアや、エレーナ・ベロワ/ブラック・ウィドウ（2代目）との三つ巴の乱戦においても彼らと互角以上に渡り合うなど、マーシャルアーツに極めて長け、銃器の取り扱いや、近接戦用の武器も使いこなすことから、とても高い直接的戦闘能力を備えている。
また、トラックスーツ・マフィアを率いるリーダーシップや、作戦立案にも確かなものがあり、激しいカーチェイスを繰り広げられるほど自動車の運転技術まで優れている。

### コスチューム・武器・ビークル
レザー・ジャケット
左胸辺りに複数の小さな三角形で形成されたサークルが付いた愛用の革ジャン。
ベレッタM8000
メインウェポンとして愛用されるハンドガン。
ロイヤル・エンフィールド・コンチネンタル・GT650
公私共に常用している愛車のオートバイ。
このほかにも、クリントとの初戦ではキリンの玩具や取り上げたケイトのリカーブボウを乱用し、自宅でケイトと争った際には果物ナイフを彼女へ投擲して、クリント/ローニンとの一騎討ちでは奪い取ったローニンの刀剣も振るった。また、クリント&ケイトとのカーチェイスの際にはダッジ・チャレンジャー（1972年モデル）を運転した。

### 自宅
ニューヨークのゴッドフリー通り 3715を住所とするマンションの上層階の一室。リビングには、2基のストロボが設置されており、寝室の棚にはウィリアムやカジと写る写真が入ったフォトフレームが複数飾られていた。
2024年のクリスマスシーズンまでにマヤはこの部屋に住んでおり、カジらに闇オークションの会場から奪取させた腕時計とバートン一家のプロフィールが書かれたメモも保管していたが、侵入して腕時計を回収したケイトとマヤの乱戦の場となった。それから父の死の真相を知ったマヤはクリスマス・イヴの夜に荷造りをし、カジやフィスクが倒れた後にはタマハへの帰路に着いている。

### 各作品における描写
『ホークアイ』第2〜6話
本作では、メインヴィランの1人としてMCU初登場。フィスクに無断でローニンの行方を血眼になって追い求めるようになり、彼への復讐心に駆られて狂奔する。
2024年のクリスマスシーズン、ローニンの手がかりと睨む腕時計を入手するため、カジらに闇オークションの会場を襲撃させ、彼らが腕時計回収に成功させた2日後、アジトの自室内で大音量の音楽を流しながら待機していたところ、アイヴァン・ヴァイオニスからクリントとケイトを捕まえたと報告を受け、2人にローニンについて尋問するが、ケイトに掴みかかってしまうほど彼女の態度に激昂し、その後隙を突かれて拘束を脱したクリントたちとアジトで激戦を、続いてニューヨーク市内で激しいカーチェイスを繰り広げることになり、マンハッタン橋で追い詰めたと思いきや取り逃がしてしまい、アジトの引越しを進める最中に忠告してきたカジへクリントの素性を調査するよう命じた。
クリスマス3日前の夜には、自宅に侵入してきたケイトと乱戦となり、更に彼女を追った先でエレーナやクリントとも三つ巴の乱戦を展開し、ケイトから思わぬ反撃を喰らって逃走。クリントたち3人もその場を後にすると自宅に戻り、カジから手当てを受けながらローニンを追うことをやめるよう忠告されるが、次の日にアイヴァンらが受け取った矢文から遂にローニンとの邂逅が実現することになると、同日の夜に待ち合わせ場所に指定された引越し先のアジトにおいてマフィア総出で待ち構え、カジら子分を全員蹴散らしたローニンと一騎打ちの末に追い詰められた。そこから正体を明かしたローニン＝クリントから警告とウィリアムの殺害を依頼した人物を間接的に伝えられ、その際は信じずに反撃を試みたものの、ケイトの援護によってクリントの離脱を許すことになった。しかし、彼の言葉からカジに懐疑心を抱えるようになり、父が生命を奪われた夜のことを問いかけてはぐらかされた。
そしてクリスマス・イヴの日にフィスクに呼び出され、彼からの助言に従う素振りを見せつつ、2〜3日間の休暇を頼んで了承され、愛していると伝えられて応えたが、フィスクらへの懐疑心が強くなったことからその日の夜、ロックフェラー・センターでクリントにあしらわれたカジの元に駆け付け、彼に挑みかかりながら「一緒に全部を水に流して生きたい」と伝え、拒否されても説得を続けたものの、揉み合った末にカジは自滅に近い形で倒れてしまった。その場を離れると、次にケイトに敗れて路地裏を満身創痍の身体を引きずっていたフィスクの前に立ちはだかり、懐柔を試みようとする彼がウィリアムの生命を奪った黒幕と確信して銃を向けると発砲。フィスクが倒れ込んだと思しき効果音と共に、画面からその瞬間がフレームアウトされる形で本作での出番を終える。
『エコー』
本作では、主役として登場する。

## その他のメディア

### テレビアニメ
- 『アルティメット・スパイダーマン』：シーズン3 （ウェブ ウォーリアーズ）の第55話  『エージェント・ヴェノム』（原題：『Agent Venom』）と第57話『次世代のアイアン・スパイダー』（原題：『The Next Iron Spider』）に、スパイダーマンに憧れる若いヒーローの1人としてカメオ出演した[52]。

### ビデオゲーム
- 『Daredevil』：ボスキャラクターとして登場[53]。
- 『MARVEL ULTIMATE ALLIANCE』（PSP版）：ロペス/ローニンがロック解除可能なキャラクターとして登場。マラビーナ・ハイメスが声をあてた[54]。
- 『Marvel Puzzle Quest』：プレイヤーキャラクターとして登場[55]。
- 『Marvel Future Fight』：アンロックキャラクターとして登場[56]。
- 『Lego Marvel's Avengers』：アンロックキャラクターとして登場し、トナンツィン・カーメロが声をあてた[57]。
- 『Marvel Snap』：プレイ可能なカードとして登場[58]。

### その他
- 『Spider-Man: Hostile Takeover』に登場[59]。本作では、フィスク/キングピンによってパーカー/スパイダーマンが父親を殺したと吹き込まれ、彼に復讐するように育てられた。しかし、パーカーが父親を殺したのはフィスクであると証明し、これがきっかけでロペスはパーカーと手を組んでフィスクを有罪にする証拠を提供。起訴を可能にした[60]。
- 2024年、『Funko Pop!』から、MCU版のマヤ・ロペス/エコーをモデルにしたフィギュアをリリースした[61]。